# Fort Frances
Fort Frances ist eine Kleinstadt im Nordwesten Ontarios in Kanada mit rund 7.700 Einwohnern. Sie liegt im Rainy River District an der Grenze zu den Vereinigten Staaten und wird durch den Rainy River vom jenseits der Grenze im US-Bundesstaat Minnesota gelegenen Ort International Falls getrennt. Verbunden werden die beiden Orte durch die Fort Frances–International Falls International Bridge.
Nicht weit entfernt befindet sich der Lake of the Woods, in den der Rainy River mündet und der für Angler vor allem aus den USA von großem Interesse ist.

## Söhne und Töchter der Stadt
- Dave Allison (* 1959), Eishockeyspieler und -trainer
- Mike Allison (* 1961), Eishockeyspieler und -trainer
- Chris Lindberg (* 1967), Eishockeyspieler